# Saropogon kenyensis
Saropogon kenyensis là một loài ruồi trong họ Asilidae. Saropogon kenyensis được Londt miêu tả năm 1997. Loài này phân bố ở vùng nhiệt đới châu Phi.